# Nõmmerga
Koordinaten: 58° 52′ N, 22° 40′ O
Nõmmerga ist ein Dorf (estnisch küla) in der Landgemeinde Hiiumaa (bis 2017: Landgemeinde Käina). Es liegt auf der zweitgrößten estnischen Insel Hiiumaa (deutsch Dagö).
Nõmmerga hat keine Einwohner mehr (Stand 31. Dezember 2011).